# André Valardy
André Valardy (* 17. Mai 1938 in Antwerpen als André Knoblauch; † 30. April 2007 in Paris) war ein belgischer Komiker, Schauspieler und Filmregisseur.

## Leben
Nach einer Theaterausbildung in Paris wurde Valardy auf Anraten des französischen Schauspielers und Regisseurs Jacques Fabbri Komiker. Im Theater war er erfolgreicher Pantomime. 
Parallel trat er in einer Reihe von Filmen und im Fernsehen auf. 1965 hatte er sein TV-Debüt in „Seule à Paris“, 1967 sein Filmdebüt in „Ne jouez pas avec les martiens“. Seine letzte Rolle hatte er in dem Horrorfilm „Nothing Sacred“, in dem er einen Unsterblichen mimt. Der Film ist seinem Andenken gewidmet.
Valardy war auch als Filmregisseur für Kurzfilme tätig. So führte er Regie bei den preisgekrönten Filmen „L’erreur est humaine“ (1984) und „Le fauteuil magique“ (1992).
Im Alter von 68 Jahren starb André Valardy an den Folgen eines Krebsleidens.

## Filmografie
- 1973: Die Filzlaus (L’Emmerdeur)
- 1975: Das Kätzchen (Le Téléphone rose)
- 1977: Bobby Deerfield (Bobby Deerfield)
- 1981: Ein Tolpatsch kommt selten allein (La Chèvre)
- 1991–2005: Kommissar Navarro (Navarro, Fernsehserie, 5 Folgen)